# 1630
Portal Geschichte | Portal Biografien | Aktuelle Ereignisse | Jahreskalender | Tagesartikel

◄ |
16. Jahrhundert |
17. Jahrhundert
| 18. Jahrhundert | ►

◄ |
1600er |
1610er |
1620er |
1630er
| 1640er | 1650er | 1660er | ►

◄◄ |
◄ |
1626 |
1627 |
1628 |
1629 |
1630
| 1631 | 1632 | 1633 | 1634 | ► | ►►
Staatsoberhäupter  · Nekrolog   · Musikjahr
| Januar | Januar | Januar | Januar | Januar | Januar | Januar | Januar |
| Kw     | Mo     | Di     | Mi     | Do     | Fr     | Sa     | So     |
| ------ | ------ | ------ | ------ | ------ | ------ | ------ | ------ |
| 1      |        | 1      | 2      | 3      | 4      | 5      | 6      |
| 2      | 7      | 8      | 9      | 10     | 11     | 12     | 13     |
| 3      | 14     | 15     | 16     | 17     | 18     | 19     | 20     |
| 4      | 21     | 22     | 23     | 24     | 25     | 26     | 27     |
| 5      | 28     | 29     | 30     | 31     |        |        |        |

| Februar | Februar | Februar | Februar | Februar | Februar | Februar | Februar |
| Kw      | Mo      | Di      | Mi      | Do      | Fr      | Sa      | So      |
| ------- | ------- | ------- | ------- | ------- | ------- | ------- | ------- |
| 5       |         |         |         |         | 1       | 2       | 3       |
| 6       | 4       | 5       | 6       | 7       | 8       | 9       | 10      |
| 7       | 11      | 12      | 13      | 14      | 15      | 16      | 17      |
| 8       | 18      | 19      | 20      | 21      | 22      | 23      | 24      |
| 9       | 25      | 26      | 27      | 28      |         |         |         |

| März | März | März | März | März | März | März | März |
| Kw   | Mo   | Di   | Mi   | Do   | Fr   | Sa   | So   |
| ---- | ---- | ---- | ---- | ---- | ---- | ---- | ---- |
| 9    |      |      |      |      | 1    | 2    | 3    |
| 10   | 4    | 5    | 6    | 7    | 8    | 9    | 10   |
| 11   | 11   | 12   | 13   | 14   | 15   | 16   | 17   |
| 12   | 18   | 19   | 20   | 21   | 22   | 23   | 24   |
| 13   | 25   | 26   | 27   | 28   | 29   | 30   | 31   |

| April | April | April | April | April | April | April | April |
| Kw    | Mo    | Di    | Mi    | Do    | Fr    | Sa    | So    |
| ----- | ----- | ----- | ----- | ----- | ----- | ----- | ----- |
| 14    | 1     | 2     | 3     | 4     | 5     | 6     | 7     |
| 15    | 8     | 9     | 10    | 11    | 12    | 13    | 14    |
| 16    | 15    | 16    | 17    | 18    | 19    | 20    | 21    |
| 17    | 22    | 23    | 24    | 25    | 26    | 27    | 28    |
| 18    | 29    | 30    |       |       |       |       |       |

| Mai | Mai | Mai | Mai | Mai | Mai | Mai | Mai |
| Kw  | Mo  | Di  | Mi  | Do  | Fr  | Sa  | So  |
| 18  |     |     | 1   | 2   | 3   | 4   | 5   |
| 19  | 6   | 7   | 8   | 9   | 10  | 11  | 12  |
| 20  | 13  | 14  | 15  | 16  | 17  | 18  | 19  |
| 21  | 20  | 21  | 22  | 23  | 24  | 25  | 26  |
| 22  | 27  | 28  | 29  | 30  | 31  |     |     |
| --- | --- | --- | --- | --- | --- | --- | --- |

| Juni | Juni | Juni | Juni | Juni | Juni | Juni | Juni |
| Kw   | Mo   | Di   | Mi   | Do   | Fr   | Sa   | So   |
| ---- | ---- | ---- | ---- | ---- | ---- | ---- | ---- |
| 22   |      |      |      |      |      | 1    | 2    |
| 23   | 3    | 4    | 5    | 6    | 7    | 8    | 9    |
| 24   | 10   | 11   | 12   | 13   | 14   | 15   | 16   |
| 25   | 17   | 18   | 19   | 20   | 21   | 22   | 23   |
| 26   | 24   | 25   | 26   | 27   | 28   | 29   | 30   |

| Juli | Juli | Juli | Juli | Juli | Juli | Juli | Juli |
| Kw   | Mo   | Di   | Mi   | Do   | Fr   | Sa   | So   |
| ---- | ---- | ---- | ---- | ---- | ---- | ---- | ---- |
| 27   | 1    | 2    | 3    | 4    | 5    | 6    | 7    |
| 28   | 8    | 9    | 10   | 11   | 12   | 13   | 14   |
| 29   | 15   | 16   | 17   | 18   | 19   | 20   | 21   |
| 30   | 22   | 23   | 24   | 25   | 26   | 27   | 28   |
| 31   | 29   | 30   | 31   |      |      |      |      |

| August | August | August | August | August | August | August | August |
| Kw     | Mo     | Di     | Mi     | Do     | Fr     | Sa     | So     |
| ------ | ------ | ------ | ------ | ------ | ------ | ------ | ------ |
| 31     |        |        |        | 1      | 2      | 3      | 4      |
| 32     | 5      | 6      | 7      | 8      | 9      | 10     | 11     |
| 33     | 12     | 13     | 14     | 15     | 16     | 17     | 18     |
| 34     | 19     | 20     | 21     | 22     | 23     | 24     | 25     |
| 35     | 26     | 27     | 28     | 29     | 30     | 31     |        |

| September | September | September | September | September | September | September | September |
| Kw        | Mo        | Di        | Mi        | Do        | Fr        | Sa        | So        |
| --------- | --------- | --------- | --------- | --------- | --------- | --------- | --------- |
| 35        |           |           |           |           |           |           | 1         |
| 36        | 2         | 3         | 4         | 5         | 6         | 7         | 8         |
| 37        | 9         | 10        | 11        | 12        | 13        | 14        | 15        |
| 38        | 16        | 17        | 18        | 19        | 20        | 21        | 22        |
| 39        | 23        | 24        | 25        | 26        | 27        | 28        | 29        |
| 40        | 30        |           |           |           |           |           |           |

| Oktober | Oktober | Oktober | Oktober | Oktober | Oktober | Oktober | Oktober |
| Kw      | Mo      | Di      | Mi      | Do      | Fr      | Sa      | So      |
| ------- | ------- | ------- | ------- | ------- | ------- | ------- | ------- |
| 40      |         | 1       | 2       | 3       | 4       | 5       | 6       |
| 41      | 7       | 8       | 9       | 10      | 11      | 12      | 13      |
| 42      | 14      | 15      | 16      | 17      | 18      | 19      | 20      |
| 43      | 21      | 22      | 23      | 24      | 25      | 26      | 27      |
| 44      | 28      | 29      | 30      | 31      |         |         |         |

| November | November | November | November | November | November | November | November |
| Kw       | Mo       | Di       | Mi       | Do       | Fr       | Sa       | So       |
| -------- | -------- | -------- | -------- | -------- | -------- | -------- | -------- |
| 44       |          |          |          |          | 1        | 2        | 3        |
| 45       | 4        | 5        | 6        | 7        | 8        | 9        | 10       |
| 46       | 11       | 12       | 13       | 14       | 15       | 16       | 17       |
| 47       | 18       | 19       | 20       | 21       | 22       | 23       | 24       |
| 48       | 25       | 26       | 27       | 28       | 29       | 30       |          |

| Dezember | Dezember | Dezember | Dezember | Dezember | Dezember | Dezember | Dezember |
| Kw       | Mo       | Di       | Mi       | Do       | Fr       | Sa       | So       |
| -------- | -------- | -------- | -------- | -------- | -------- | -------- | -------- |
| 48       |          |          |          |          |          |          | 1        |
| 49       | 2        | 3        | 4        | 5        | 6        | 7        | 8        |
| 50       | 9        | 10       | 11       | 12       | 13       | 14       | 15       |
| 51       | 16       | 17       | 18       | 19       | 20       | 21       | 22       |
| 52       | 23       | 24       | 25       | 26       | 27       | 28       | 29       |
| 1        | 30       | 31       |          |          |          |          |          |

| Januar | Januar | Januar | Januar | Januar | Januar | Januar | Januar |
| Kw     | Mo     | Di     | Mi     | Do     | Fr     | Sa     | So     |
| ------ | ------ | ------ | ------ | ------ | ------ | ------ | ------ |
| 1      |        | 1      | 2      | 3      | 4      | 5      | 6      |
| 2      | 7      | 8      | 9      | 10     | 11     | 12     | 13     |
| 3      | 14     | 15     | 16     | 17     | 18     | 19     | 20     |
| 4      | 21     | 22     | 23     | 24     | 25     | 26     | 27     |
| 5      | 28     | 29     | 30     | 31     |        |        |        |

| Februar | Februar | Februar | Februar | Februar | Februar | Februar | Februar |
| Kw      | Mo      | Di      | Mi      | Do      | Fr      | Sa      | So      |
| ------- | ------- | ------- | ------- | ------- | ------- | ------- | ------- |
| 5       |         |         |         |         | 1       | 2       | 3       |
| 6       | 4       | 5       | 6       | 7       | 8       | 9       | 10      |
| 7       | 11      | 12      | 13      | 14      | 15      | 16      | 17      |
| 8       | 18      | 19      | 20      | 21      | 22      | 23      | 24      |
| 9       | 25      | 26      | 27      | 28      |         |         |         |

| März | März | März | März | März | März | März | März |
| Kw   | Mo   | Di   | Mi   | Do   | Fr   | Sa   | So   |
| ---- | ---- | ---- | ---- | ---- | ---- | ---- | ---- |
| 9    |      |      |      |      | 1    | 2    | 3    |
| 10   | 4    | 5    | 6    | 7    | 8    | 9    | 10   |
| 11   | 11   | 12   | 13   | 14   | 15   | 16   | 17   |
| 12   | 18   | 19   | 20   | 21   | 22   | 23   | 24   |
| 13   | 25   | 26   | 27   | 28   | 29   | 30   | 31   |

| April | April | April | April | April | April | April | April |
| Kw    | Mo    | Di    | Mi    | Do    | Fr    | Sa    | So    |
| ----- | ----- | ----- | ----- | ----- | ----- | ----- | ----- |
| 14    | 1     | 2     | 3     | 4     | 5     | 6     | 7     |
| 15    | 8     | 9     | 10    | 11    | 12    | 13    | 14    |
| 16    | 15    | 16    | 17    | 18    | 19    | 20    | 21    |
| 17    | 22    | 23    | 24    | 25    | 26    | 27    | 28    |
| 18    | 29    | 30    |       |       |       |       |       |

| Mai | Mai | Mai | Mai | Mai | Mai | Mai | Mai |
| Kw  | Mo  | Di  | Mi  | Do  | Fr  | Sa  | So  |
| 18  |     |     | 1   | 2   | 3   | 4   | 5   |
| 19  | 6   | 7   | 8   | 9   | 10  | 11  | 12  |
| 20  | 13  | 14  | 15  | 16  | 17  | 18  | 19  |
| 21  | 20  | 21  | 22  | 23  | 24  | 25  | 26  |
| 22  | 27  | 28  | 29  | 30  | 31  |     |     |
| --- | --- | --- | --- | --- | --- | --- | --- |

| Juni | Juni | Juni | Juni | Juni | Juni | Juni | Juni |
| Kw   | Mo   | Di   | Mi   | Do   | Fr   | Sa   | So   |
| ---- | ---- | ---- | ---- | ---- | ---- | ---- | ---- |
| 22   |      |      |      |      |      | 1    | 2    |
| 23   | 3    | 4    | 5    | 6    | 7    | 8    | 9    |
| 24   | 10   | 11   | 12   | 13   | 14   | 15   | 16   |
| 25   | 17   | 18   | 19   | 20   | 21   | 22   | 23   |
| 26   | 24   | 25   | 26   | 27   | 28   | 29   | 30   |

| Juli | Juli | Juli | Juli | Juli | Juli | Juli | Juli |
| Kw   | Mo   | Di   | Mi   | Do   | Fr   | Sa   | So   |
| ---- | ---- | ---- | ---- | ---- | ---- | ---- | ---- |
| 27   | 1    | 2    | 3    | 4    | 5    | 6    | 7    |
| 28   | 8    | 9    | 10   | 11   | 12   | 13   | 14   |
| 29   | 15   | 16   | 17   | 18   | 19   | 20   | 21   |
| 30   | 22   | 23   | 24   | 25   | 26   | 27   | 28   |
| 31   | 29   | 30   | 31   |      |      |      |      |

| August | August | August | August | August | August | August | August |
| Kw     | Mo     | Di     | Mi     | Do     | Fr     | Sa     | So     |
| ------ | ------ | ------ | ------ | ------ | ------ | ------ | ------ |
| 31     |        |        |        | 1      | 2      | 3      | 4      |
| 32     | 5      | 6      | 7      | 8      | 9      | 10     | 11     |
| 33     | 12     | 13     | 14     | 15     | 16     | 17     | 18     |
| 34     | 19     | 20     | 21     | 22     | 23     | 24     | 25     |
| 35     | 26     | 27     | 28     | 29     | 30     | 31     |        |

| September | September | September | September | September | September | September | September |
| Kw        | Mo        | Di        | Mi        | Do        | Fr        | Sa        | So        |
| --------- | --------- | --------- | --------- | --------- | --------- | --------- | --------- |
| 35        |           |           |           |           |           |           | 1         |
| 36        | 2         | 3         | 4         | 5         | 6         | 7         | 8         |
| 37        | 9         | 10        | 11        | 12        | 13        | 14        | 15        |
| 38        | 16        | 17        | 18        | 19        | 20        | 21        | 22        |
| 39        | 23        | 24        | 25        | 26        | 27        | 28        | 29        |
| 40        | 30        |           |           |           |           |           |           |

| Oktober | Oktober | Oktober | Oktober | Oktober | Oktober | Oktober | Oktober |
| Kw      | Mo      | Di      | Mi      | Do      | Fr      | Sa      | So      |
| ------- | ------- | ------- | ------- | ------- | ------- | ------- | ------- |
| 40      |         | 1       | 2       | 3       | 4       | 5       | 6       |
| 41      | 7       | 8       | 9       | 10      | 11      | 12      | 13      |
| 42      | 14      | 15      | 16      | 17      | 18      | 19      | 20      |
| 43      | 21      | 22      | 23      | 24      | 25      | 26      | 27      |
| 44      | 28      | 29      | 30      | 31      |         |         |         |

| November | November | November | November | November | November | November | November |
| Kw       | Mo       | Di       | Mi       | Do       | Fr       | Sa       | So       |
| -------- | -------- | -------- | -------- | -------- | -------- | -------- | -------- |
| 44       |          |          |          |          | 1        | 2        | 3        |
| 45       | 4        | 5        | 6        | 7        | 8        | 9        | 10       |
| 46       | 11       | 12       | 13       | 14       | 15       | 16       | 17       |
| 47       | 18       | 19       | 20       | 21       | 22       | 23       | 24       |
| 48       | 25       | 26       | 27       | 28       | 29       | 30       |          |

| Dezember | Dezember | Dezember | Dezember | Dezember | Dezember | Dezember | Dezember |
| Kw       | Mo       | Di       | Mi       | Do       | Fr       | Sa       | So       |
| -------- | -------- | -------- | -------- | -------- | -------- | -------- | -------- |
| 48       |          |          |          |          |          |          | 1        |
| 49       | 2        | 3        | 4        | 5        | 6        | 7        | 8        |
| 50       | 9        | 10       | 11       | 12       | 13       | 14       | 15       |
| 51       | 16       | 17       | 18       | 19       | 20       | 21       | 22       |
| 52       | 23       | 24       | 25       | 26       | 27       | 28       | 29       |
| 1        | 30       | 31       |          |          |          |          |          |

## Ereignisse

### Politik und Weltgeschehen

#### Der Krieg in Europa
- 3. Juli: Kaiser Ferdinand II. eröffnet den Regensburger Kurfürstentag. Von diesem verspricht er sich Hilfe der Reichsstände gegen die Generalstaaten, gegen Frankreich im Mantuanischen Erbfolgekrieg und gegen die Bedrohung durch König Gustav II. Adolf von Schweden, der die protestantische Seite im Dreißigjährigen Krieg stützen will. Außerdem möchte er die Wahl seines Sohnes Ferdinand zum deutschen König durchsetzen. Die katholischen Kurfürsten sind bei der Eröffnung persönlich anwesend, während Sachsen und Brandenburg sich durch Gesandte vertreten lassen.
- 6. Juli: Der schwedische König Gustav II. Adolf greift in den Dreißigjährigen Krieg ein und landet mit einer Streitmacht von 13.000 Mann in Pommern.
- 18. Juli: Kaiserliche Truppen unter Johann von Aldringen und Matthias Gallas erobern im Mantuanischen Erbfolgekrieg Mantua und plündern die Stadt aus.
- 20. Juli: Der schwedische König Gustav II. Adolf zieht in Stettin ein. Ein Teil der Truppe wird einquartiert und kümmert sich um die Befestigung der Stadt.
- 13. August: Kaiser Ferdinand II. beschließt auf Druck der Reichsstände, auch der katholischen, auf dem Regensburger Kurfürstentag die Entlassung Wallensteins als kaiserlichen Oberbefehlshaber. Sein Nachfolger wird Johann T’Serclaes von Tilly.
- 6. September: Wallenstein empfängt in Memmingen die Entlassungsurkunde.
- 13. Oktober: Für den Mantuanischen Erbfolgekrieg wird in Regensburg ein Friedensvertrag ausgehandelt, der von Frankreich allerdings nicht ratifiziert wird.
- 15. November: Mit dem Frieden von Madrid endet der Englisch-Spanische Krieg.
- November: Der Reichstag in Regensburg endet mit einer vollständigen Niederlage des Kaisers. Trotz der Bedrohung durch Schweden muss das kaiserliche Heer nach der Entlassung Wallensteins verkleinert werden, und die Kurfürsten verweigern die Wahl seines Sohnes Ferdinand zum König.

#### Weitere Ereignisse in Europa
- 11. November: Am Journée des Dupes wird die religiöse Partei in Frankreich unter Königinmutter Maria de’ Medici und Jean-Baptiste Gaston de Bourbon, duc d’Orléans von König Ludwig XIII. entmachtet. Kardinal Richelieu, der sich mit diesem Erfolg am Gipfel seiner Macht befindet, geht in der Folge gnadenlos gegen seine Gegner im Staat vor und bereitet damit die Hochblüte des Absolutismus vor.
- Die Gemeinde Oberhoff wird erstmals urkundlich erwähnt.

#### Amerikanische Kolonien

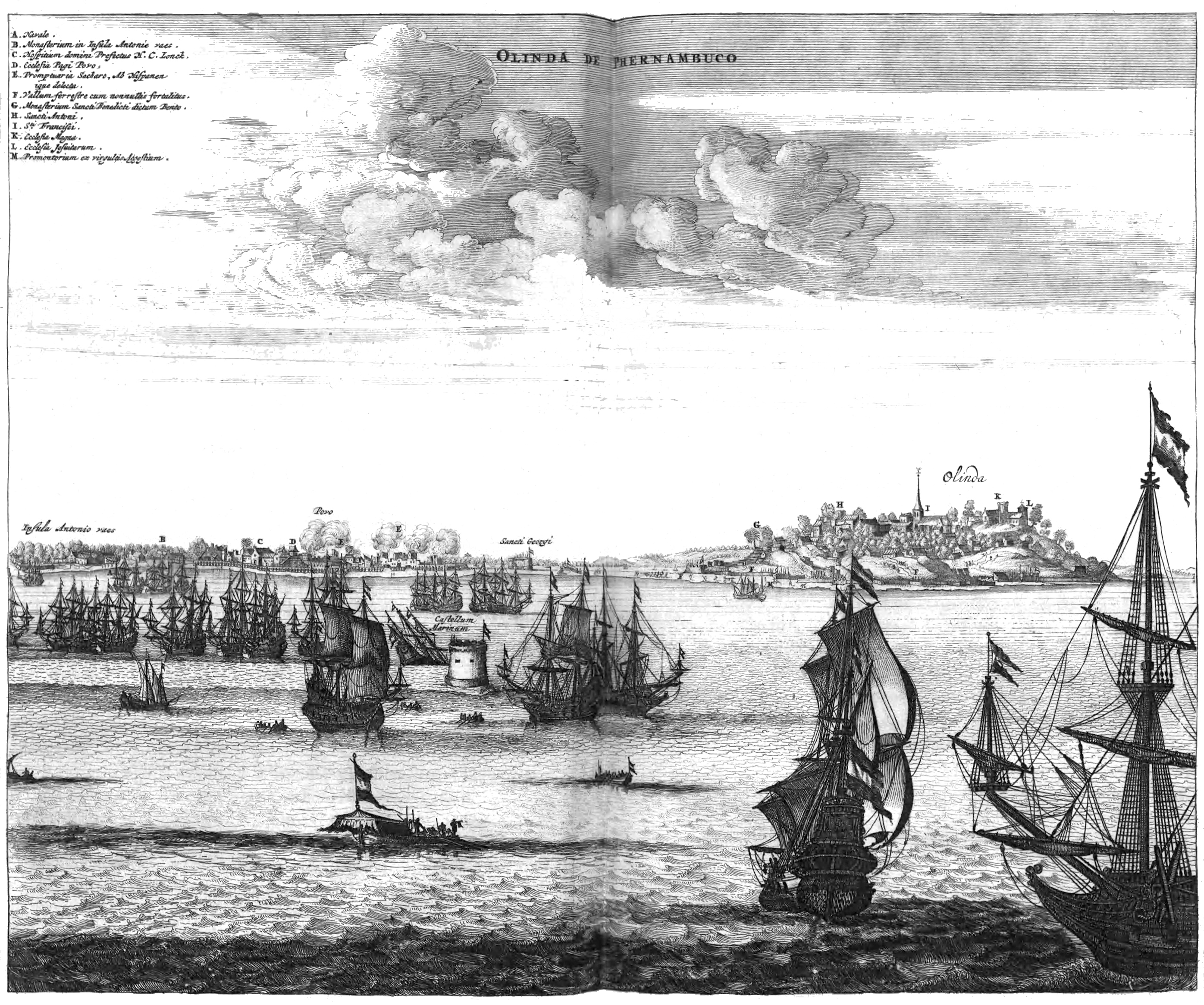
Einnahme von Olinda

- 16. Februar: Niederländische Truppen unter Admiral Loneq erobern im Niederländisch-Portugiesischen Krieg die brasilianische Stadt Olinda und legen damit den Grundstein für die Kolonie Niederländisch-Brasilien. Die Niederländer erobern in der Folge auch Pernambuco.
- 17. September: Der erste Gouverneur der Massachusetts Bay Colony, John Winthrop, fasst die beiden nordamerikanischen Siedlungen Trimountaine und Shawmut im Nordosten der heutigen USA, die von Puritanern wenige Monate zuvor besiedelt waren, zum Ort namens Boston zusammen und gründet damit die Stadt. Im gleichen Jahr wird auch der King’s Chapel Burying Ground, der erste Friedhof der Stadt, eingeweiht. Im Dezember wird im Norden der Stadt eine weitere Siedlung namens Cambridge gegründet.

### Wirtschaft
- um 1630: Die Waldglashütte unter dem Hilsborn wird errichtet.

### Wissenschaft und Technik

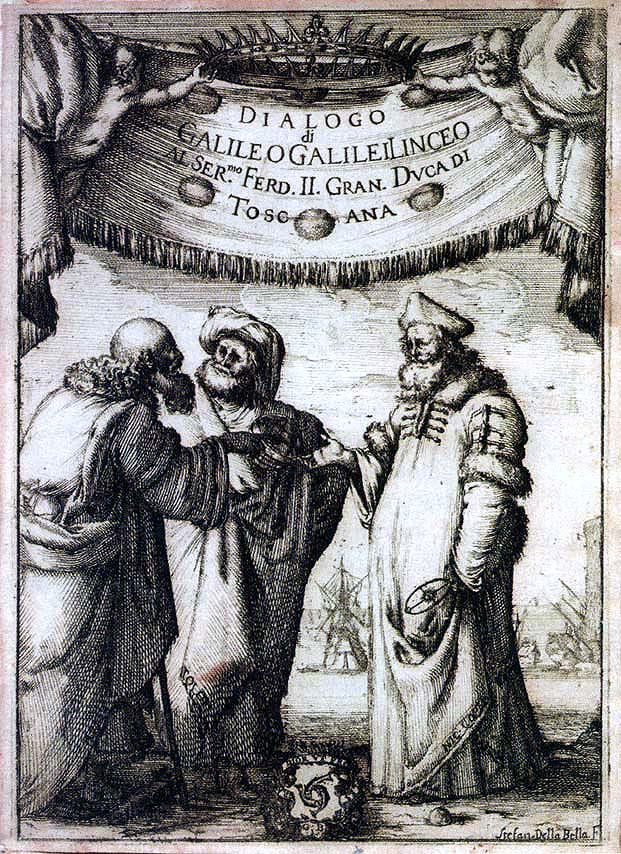
Titelblatt von Galileis Dialog: Aristoteles, Ptolemäus und Kopernikus diskutieren

- Galileo Galilei vollendet den Dialogo di Galileo Galilei sopra i due massimi sistemi del mondo, tolemaico e copernicano (Dialog über die beiden hauptsächlichsten Weltsysteme, das ptolemäische und das kopernikanische). In diesem Buch erklärt Galilei unter anderem sein Relativitätsprinzip und seinen Vorschlag zur Bestimmung der Lichtgeschwindigkeit.
- Willem Blaeu erstellt die erste Karte der Molukken.

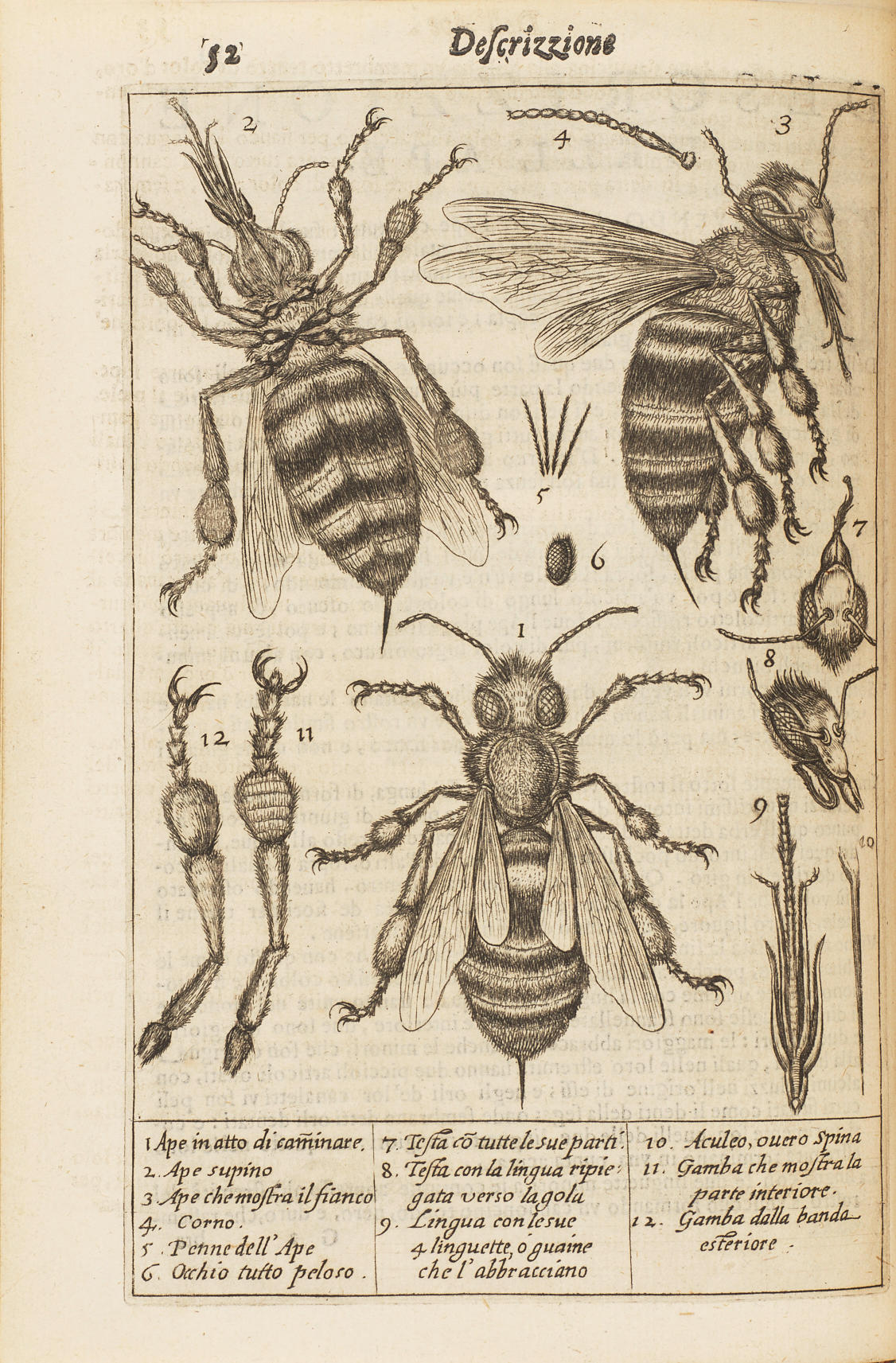
Die älteste überlieferte Zeichnung, die mit Hilfe eines Mikroskops angefertigt wurde: Bienen. Francesco Stelluti

- Francesco Stelluti, Mitglied der Accademia dei Lincei, veröffentlicht erstmals eine Zeichnung, die mit Hilfe eines Lichtmikroskops angefertigt worden ist.

### Kultur
- Andries Both: Säuberung bei Kerzenlicht
- Judith Leyster: Das Tric-Trac-Spiel und Lustige Gesellschaft

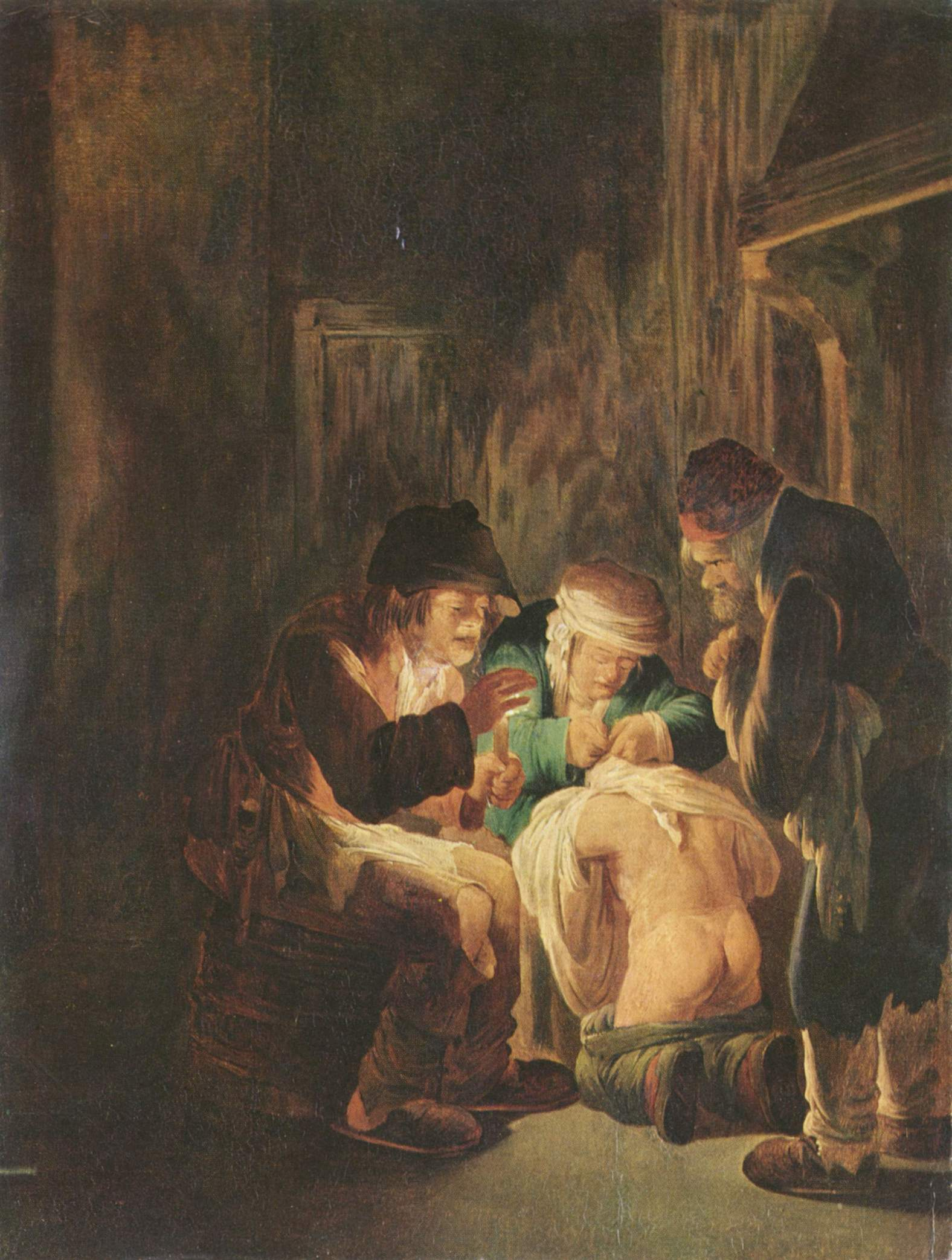
Säuberung bei Kerzenlicht Magyar Szépmüvészeti Múzeum, Budapest
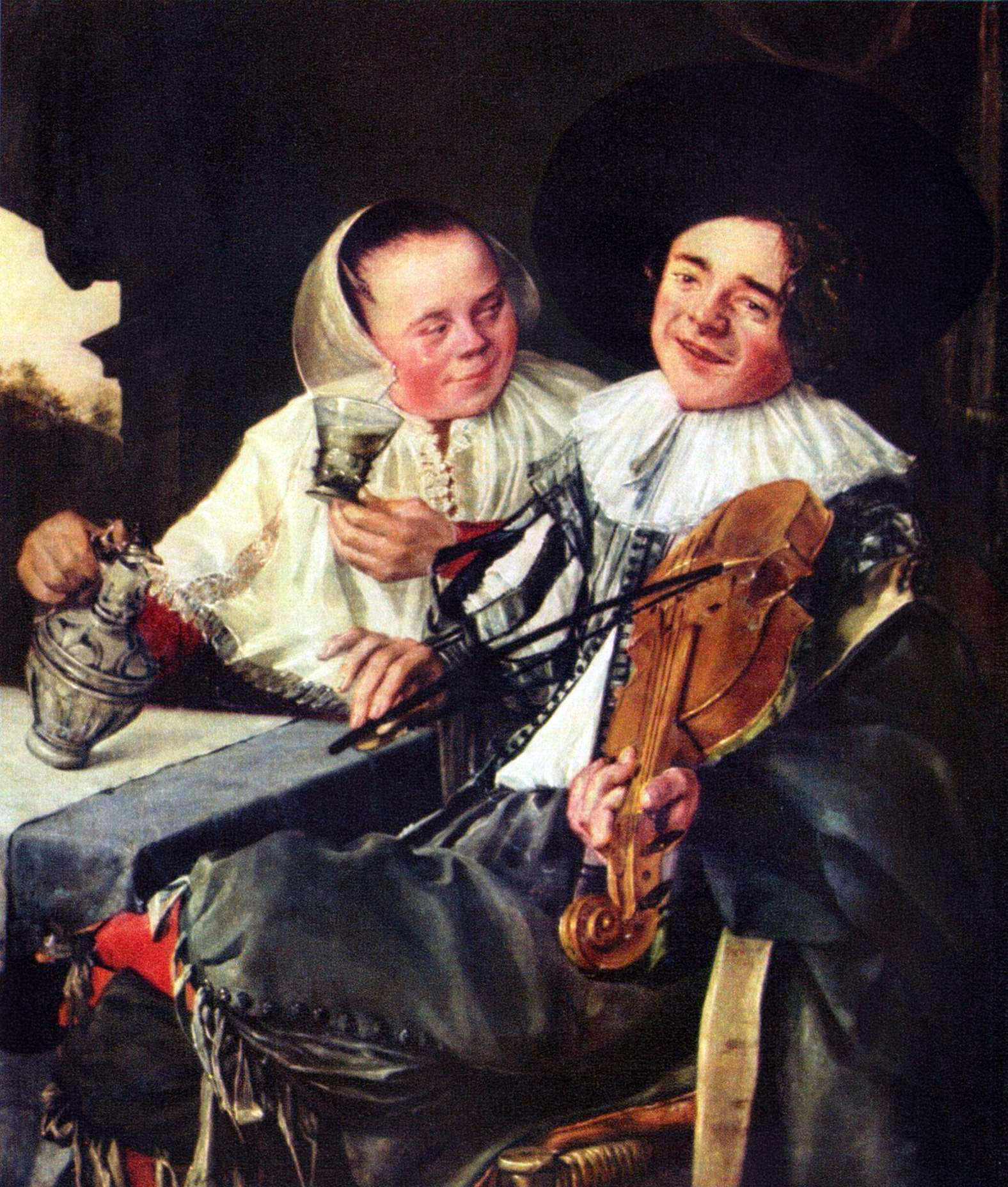
Lustige Gesellschaft Musée du Louvre, Paris
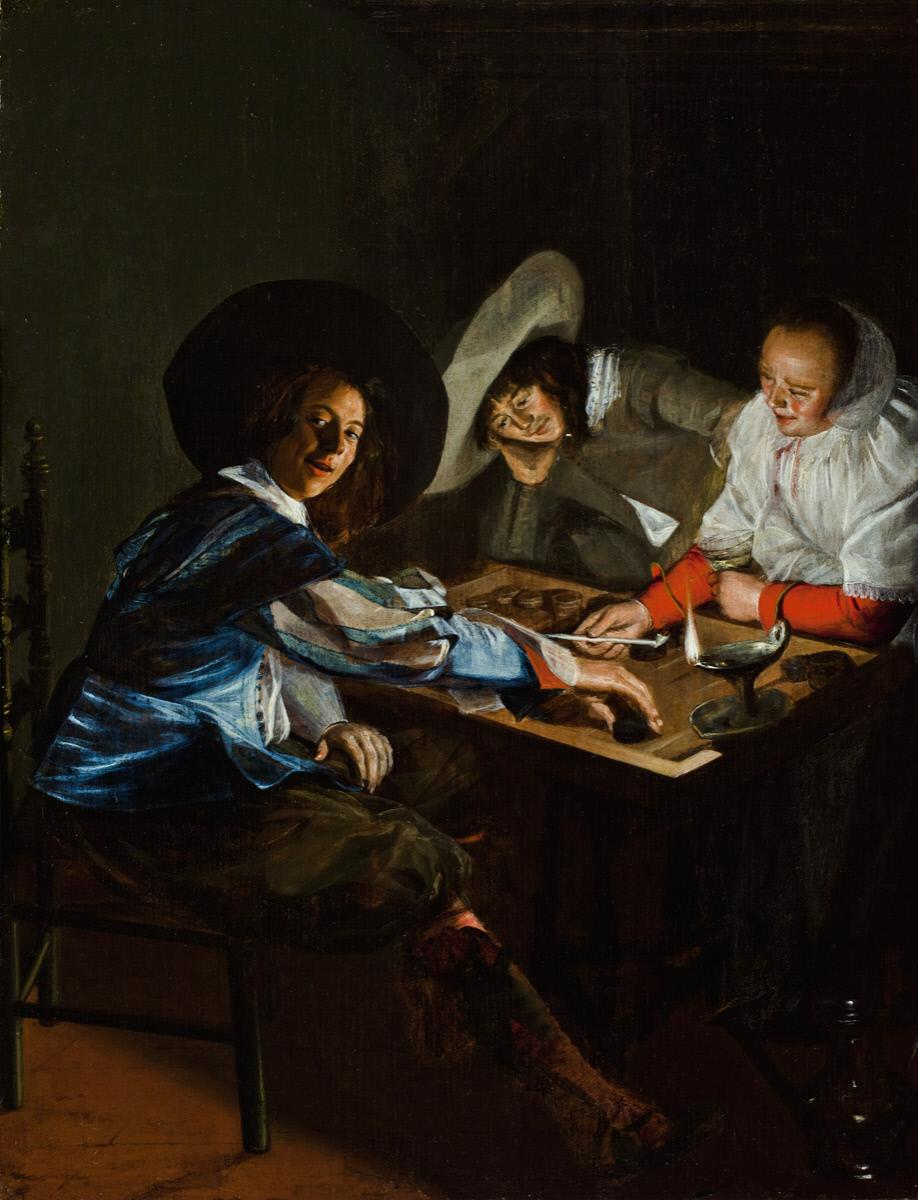
Das Tric-Trac-Spiel Worcester Art Museum, Worcester, MA

- Pieter Claesz: Vanitas-Stillleben

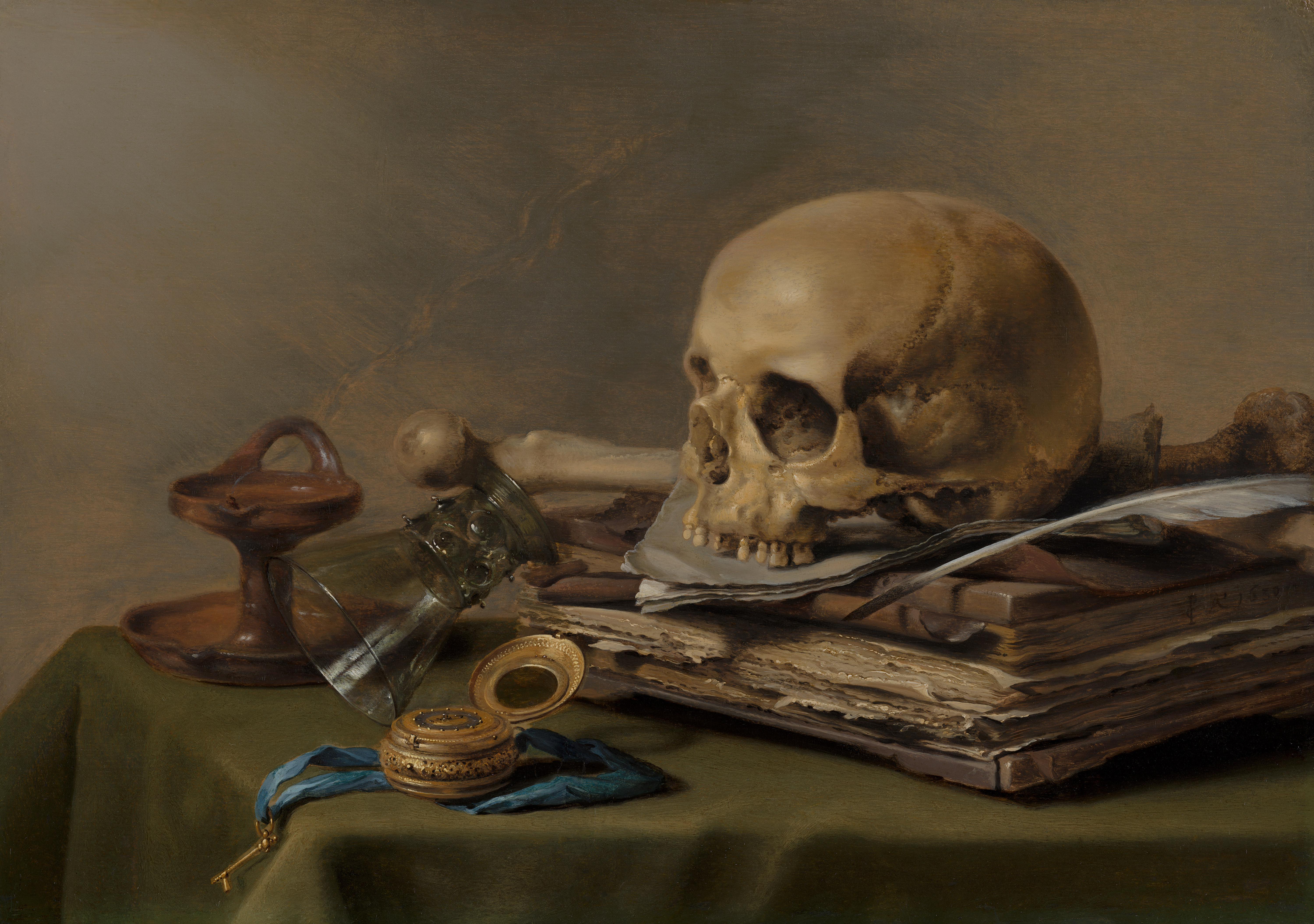
Claesz: Vanitas Stillleben

- Erste Erwähnung einer Allongeperücke

### Religion
- 22. Oktober: Der venezianische Doge Nicolò Contarini gelobt der Jungfrau Maria den Bau einer Kirche, wenn die seit einem Jahr in Venedig wütende Pest aufhöre. Als kurz darauf die Seuche endet, wird sein Versprechen eingelöst und die Kirche Santa Maria della Salute errichtet.

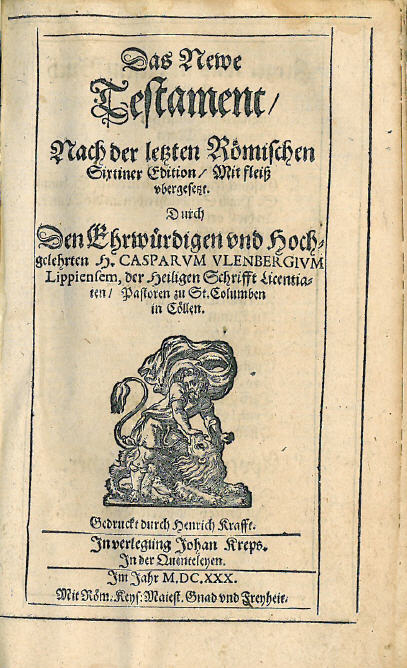
Ulenberg-Bibel

- Die erste Auflage der katholischen Bibelübersetzung von Caspar Ulenberg erscheint.
- Der englische Puritaner und Gouverneur der Massachusetts Bay Colony, John Winthrop hält die Predigt A Model of Christian Charity, in der er erstmals die Trope City upon a Hill verwendet.

### Katastrophen
Einer Pestwelle in Venedig fällt bis 1631 ein Drittel der Bevölkerung zum Opfer. Diese Pest gilt als Beginn des Niedergangs der Republik Venedig. Am 22. Oktober gelobt der Doge Nicolò Contarini der Jungfrau Maria den Bau einer Kirche, wenn die seit einem Jahr in Venedig wütende Pest aufhöre. Auch in anderen Regionen Europas gibt es Ausbrüche der Pest, unter anderem in Montelupo Fiorentino und Chur.

### Natur und Umwelt
- Die Schmorsdorfer Linde wird erstmals schriftlich erwähnt.

## Historische Ansichten und Karten

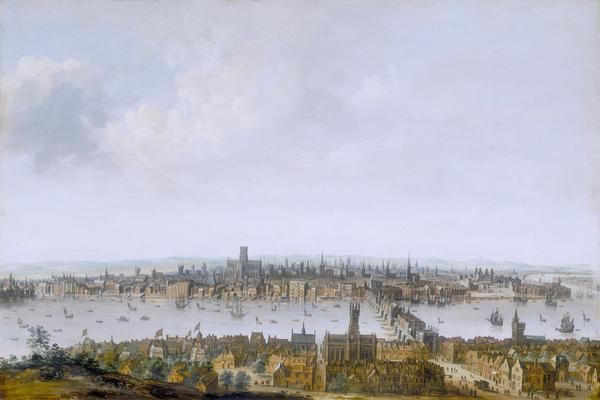
London um 1630
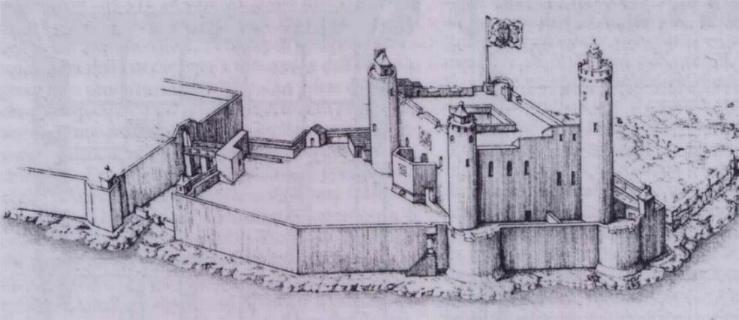
Das Castello Maniace in Sizilien um 1630

## Geboren

### Geburtsdatum gesichert
- 07. Januar: Johann Melchior Hardmeyer, Schweizer Buchdrucker, Lehrer und Dichter († 1700)
- 16. Januar: Har Rai, siebter Guru des Sikhismus († 1661)
- 25. Januar: Ludwig VI., Landgraf von Hessen-Darmstadt († 1678)
- 06. Februar: Lucas van de Poll, niederländischer Rechtswissenschaftler († 1713)
- 13. März: Gottlieb Amadeus von Windisch-Graetz, kaiserlich-habsburgischer Diplomat und Reichsvizekanzler († 1695)
- 28. März: Silvestro Valier, 109. Doge von Venedig († 1700)
- 16. April: Lambert van Haven, dänischer Generalbaumeister, Architekt, Maler und Inspektor der königlichen Kunstsammlungen († 1695)
- 30. April: Ernst Gottlieb von Börstel, kurbrandenburgischer Kriegsrat und Gouverneur von Magdeburg († 1687)
- 25. Mai: Leopold Wilhelm von Königsegg-Rothenfels, Reichsvizekanzler des Heiligen Römischen Reiches († 1694)

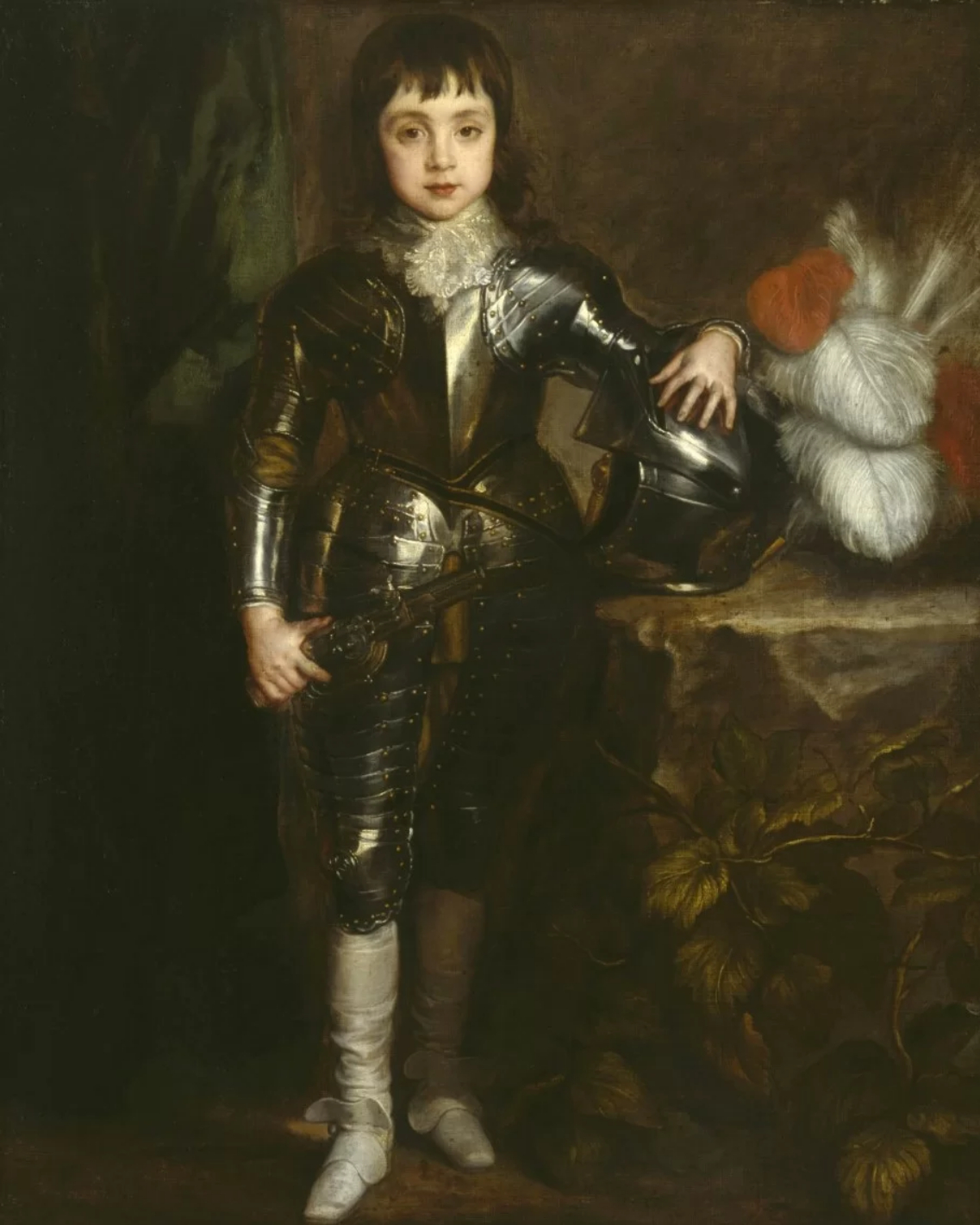
Karl II. als Kind, Gemälde von Anthonis van Dyck 1637

- 29. Mai: Karl II., König von England, Schottland und Irland († 1685)
- 08. Juni: Wolf Caspar von Klengel, Architekt und Baumeister aus Sachsen († 1691)
- 21. Juni: Samuel Oppenheimer, Wiener Hoffaktor und Diplomat († 1703)
- 14. August: Claes Tott, schwedischer Feldherr und Staatsmann († 1674)
- 22. August: Guy Aldonce de Durfort, duc de Lorges, Marschall von Frankreich († 1702)
- 12. September: Jacob Köck, österreichischer Orgelbauer († 1673)
- 17. September: Ranuccio II. Farnese, Herzog von Parma und Piacenza († 1694)
- 27. September: Michael Willmann, deutscher Maler († 1706)
- 07. Oktober: Sophie Hedwig von Schleswig-Holstein-Sonderburg-Glücksburg, Prinzessin aus der älteren Linie Schleswig-Holstein-Sonderburg-Glücksburg († 1652)
- 14. Oktober: Sophie von der Pfalz, auch bekannt als Sophie von Hannover, Herzogin von Braunschweig-Lüneburg, Kurfürstin von Hannover, Erbprinzessin von Großbritannien, Stammmutter des heutigen Königshauses von Großbritannien und (Nord-)Irland († 1714)
- 28. November: Sigismund Franz, Landesfürst von Tirol († 1665)
- 12. Dezember: Abraham Siegel, deutscher frühkapitalistischer Unternehmer († 1682)
- 28. Dezember: Ludolf Bakhuizen, niederländischer Maler († 1708)

### Genaues Geburtsdatum unbekannt
- Michael Beriegel, deutscher Orgelbauer († 1687/1693)
- William Bruce, schottischer Architekt und Politiker († 1710)
- Josiah Child, englischer Kaufmann und Gouverneur der Ost-Indien-Kompagnie († 1699)
- George Gernert, der Jüngere Exulantenführer u. Gerichtsprimus in Rochlitz a.d. Iser († vor 1693)
- Martin Kugler, österreichischer Steinmetzmeister und Bildhauer († 1682)
- Ernst Sonnemann, deutscher evangelischer Pastor und Kirchenlieddichter († 1670)
- Lucy Walter, Mätresse des englischen Königs Karl II. († 1658)

## Gestorben

### Todesdatum gesichert
- 16. Januar: Christina Plum, Opfer der Hexenverfolgung in Köln (* 1604/05)
- 21. Januar: Lucia Reichmann, Opfer der Hexenverfolgung in Laasphe (* um 1564)
- 26. Januar: Henry Briggs, englischer Mathematiker und Astronom (* um 1561)
- 07. Februar: Johann Jakob von Lamberg, Bischof von Gurk (* 1561)
- 10. Februar: Thomas Chrön, Fürstbischof von Laibach (* 1560)
- 11. Februar: Hans Hummel, fränkischer Orgelbauer
- 16. Februar: Dominicus a Jesu Maria, spanischer Karmelit (* 1559)
- 26. Februar: William Brade, dänischer Komponist (* 1560)
- 10. April: William Herbert, 3. Earl of Pembroke, englischer Adliger (* 1580)
- 17. April: Christian I., Fürst von Anhalt-Bernburg und Statthalter der Oberpfalz (* 1568)
- 04. Mai: Christine Teipel, Opfer der Hexenverfolgung in Oberkirchen im Sauerland (* 1621)
- 09. Mai: Théodore Agrippa, französischer Adeliger und Militär (* 1552)
- 12. Mai: Cornelius Paulinus Swanenburg, niederländischer Rechtswissenschaftler (* 1574)
- 17. Mai: Dorothea Flock, Opfer der Hexenverfolgung im Bistum Bamberg (* 1608)
- 24. Juni: William Compton, 1. Earl of Northampton, englischer Peer (* um 1568)
- 30. Juni: Oda Nobukatsu, japanischer Samurai (* 1558)
- 04. Juli: Alessandro Vitali, italienischer Maler (* um 1580)
- 19. Juli: Daniele Crespi, italienischer Maler (* 1597)
- 26. Juli: Karl Emanuel I., Herzog von Savoyen (* 1562)
- 05. August: Ferrante II. Gonzaga, Herzog von Guastalla und Herzog von Amalfi (* 1563)
- 05. August: Antonio Tempesta, italienischer Maler (* um 1555)

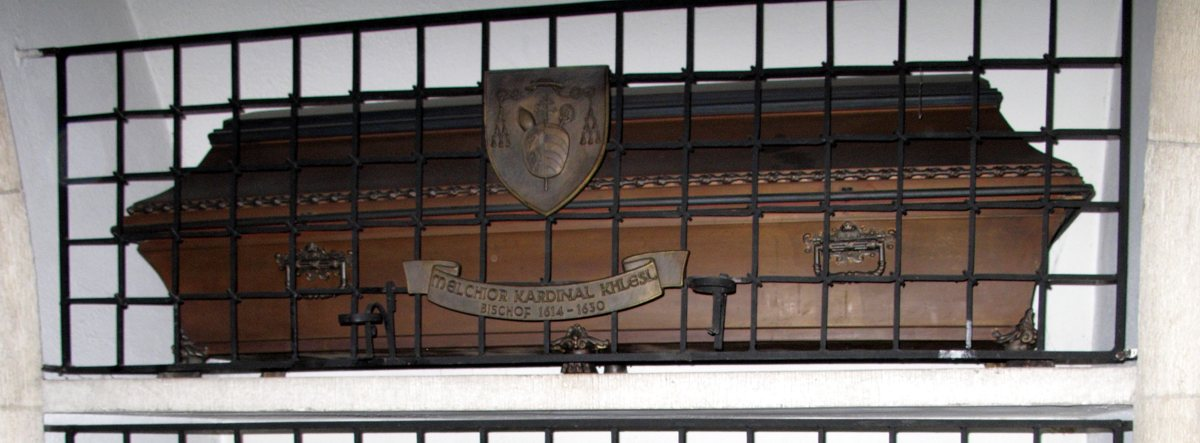
Grab Kardinal Khlesls in der Bischofsgruft des Stephansdoms in Wien

- 18. September: Melchior Khlesl, Kardinal der katholischen Kirche, Bischof von Wien und Wiener Neustadt sowie Kanzler des Heiligen Römischen Reichs (* 1552)
- 24. September: Karl Günther, Graf von Schwarzburg-Rudolstadt, Graf von Hohnstein, Herr von Rudolstadt, Leutenberg, Blankenburg, Sondershausen und Arnstadt (* 1576)
- 25. September: Ambrosio Spinola, spanischer Heerführer, Ritter, spanischer Grande, Fürst und Herzog (* 1569)
- 06. Oktober: Diego Fernández de Córdoba, spanischer Kolonialbeamter, Vizekönig von Neuspanien und Peru (* 1578)
- 18. Oktober: Volkert Overlander, Amsterdamer Bürgermeister (* 1570)
- 19. Oktober: Johann Jakob von Bronckhorst-Batenburg, kaiserlicher Feldherr im Dreißigjährigen Krieg (* 1582)
- 08. November: Heinrich von Krage, deutscher Domherr (* um 1580)
- 09. November: Tōdō Takatora, japanischer Feudalfürst (* 1556)

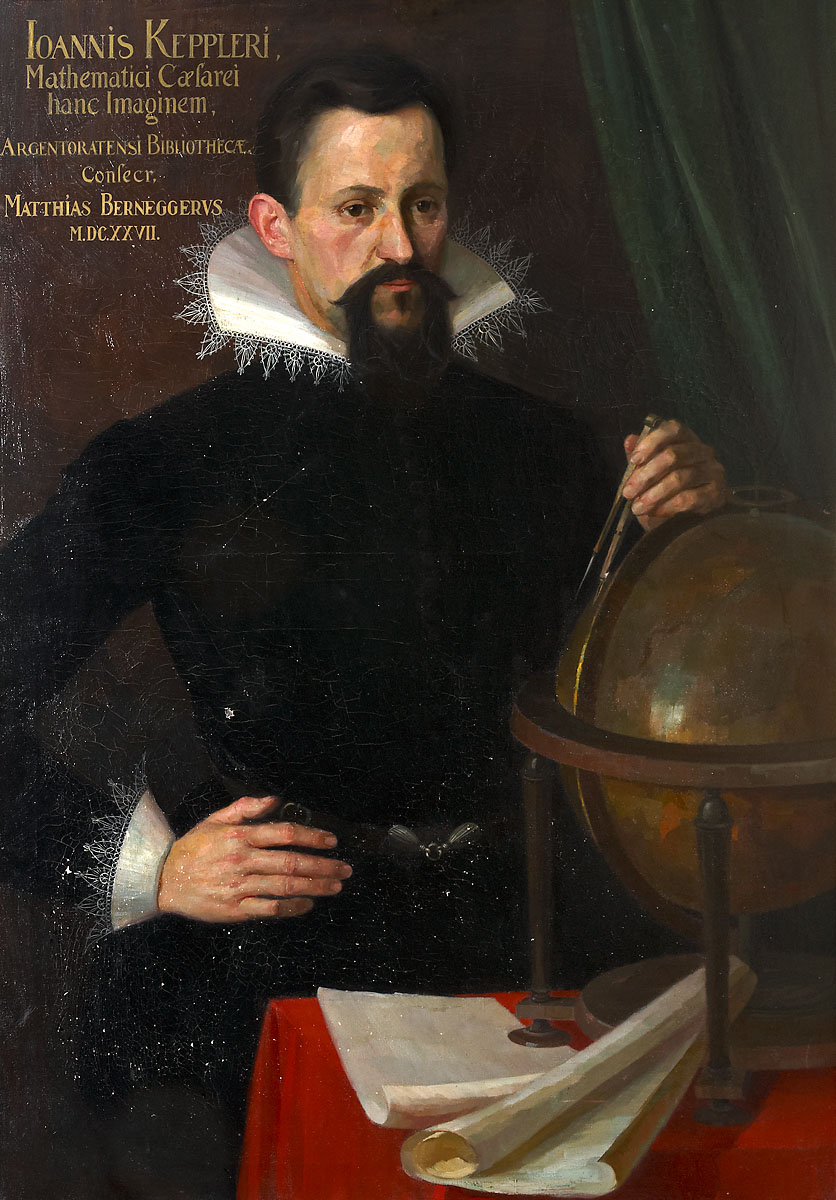
Johannes Kepler (1620), Gemälde im Thomasstift, Straßburg

- 15. November: Johannes Kepler, deutscher Mathematiker, Astronom und Optiker (* 1571)
- 18. November: Rambold XIII. von Collalto, General unter Kaiser Ferdinand II. (* 1575)
- 29. November: Johann Hermann Schein, deutscher Komponist (* 1586)
- 30. Dezember: Matthias Martinius, deutscher Theologe (* 1572)

### Genaues Todesdatum unbekannt
- Aleixo de Abreu, portugiesischer Arzt (* 1568)
- Andrianjaka, König von Madagaskar (* vor 1610)
- Abu al-Hasan, Miniaturmaler im Mogulreich (* 1589)
- Giovanni Francesco Anerio, italienischer Kapellmeister und Komponist (* 1567)
- Allen Apsley, englischer Händler (* 1567)
- Fede Galizia, italienische Malerin (* 1578)